# Arp 272

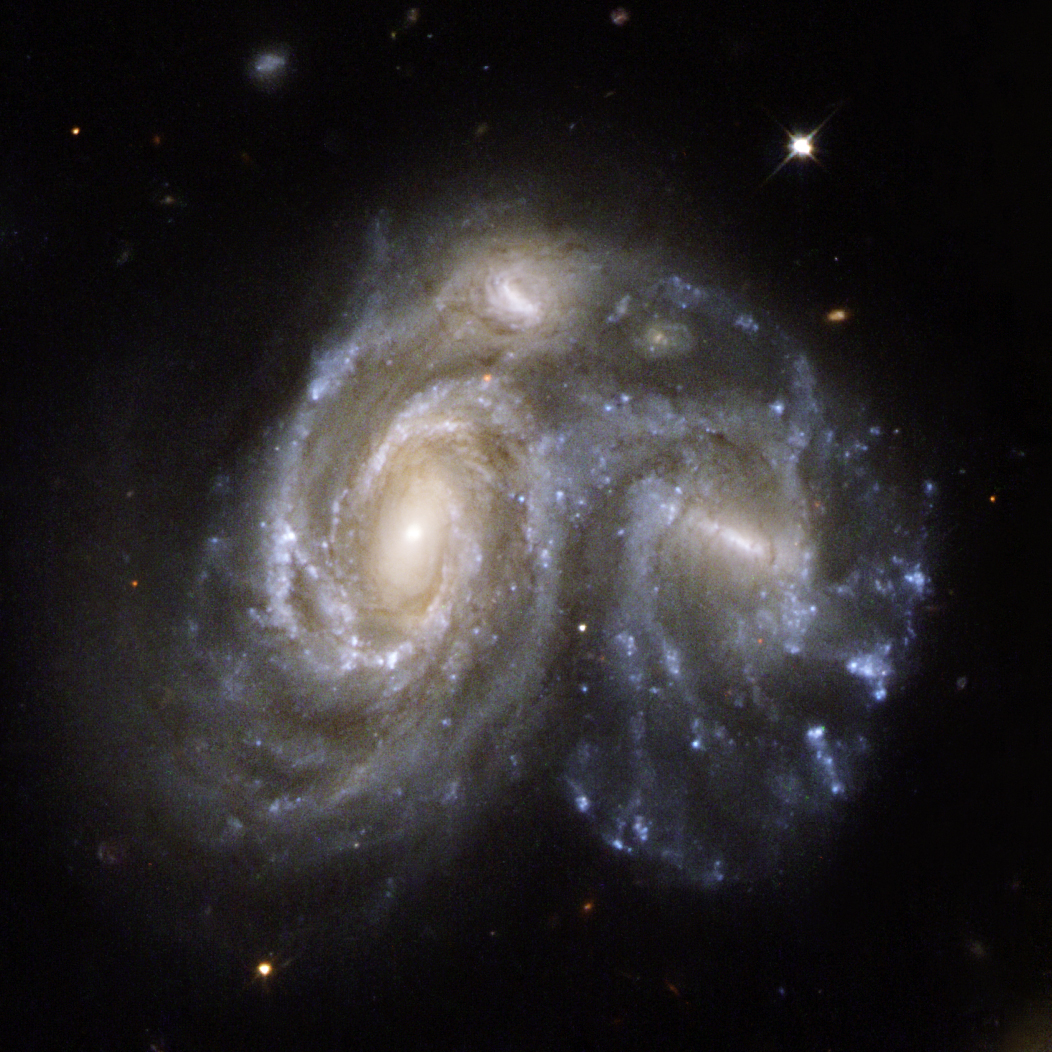
ハッブル望遠鏡によるArp 272

Arp 272は、2つの渦巻銀河NGC 6050とIC 1179からなる衝突銀河である。ヘルクレス座の方角に約4億5000万光年離れた位置に存在する。グレートウォールを構成するヘルクレス座銀河団の一部である。
Arp 272を構成する2つの銀河は、渦状腕を通して物理的に接触している。